# Cultura FM
Cultura FM es una emisora de radio pública que opera en la ciudad de Quito, Ecuador, en el dial 100.9 en frecuencia modulada, que inició sus transmisiones en 2017. Forma parte del sistema de radios de la Casa de las Culturas Ecuatorianas Benjamín Carrión, que incluye también a radio CCE 940 AM.

## Trayectoria
Tras varios años de contar solamente con una estación en amplitud modulada, y apelando a la Ley de Comunicación aprobada en 2013 que establecía el 33 % de frecuencias para radio y televisión de servicio público, la Agencia de Regulación y Control de las Telecomunicaciones (Arcotel) de la República del Ecuador asignó una frecuencia en FM para la Casa de la Cultura Ecuatoriana el 8 de marzo de 2017. Actualmente la radio emite desde la Sede Nacional de la CCE y forma parte de la red de medios comunitarios de Coordinadora de Medios Comunitarios Populares y Educativos del Ecuador (Corape).

## Programación
Junto con la red Corape y Radio CCE emite de manera conjunta espacios noticiosos. Además de la programación musical transmite espacios coproducidos con realizadores independientes del sector del arte, la cultura y la plurinacionalidad.